# Tatort
Tatort (română Locul faptei) este un serial TV transmis din anul 1970 de ARD, ORF și SRF.
Fiecare episod are teme inspirate din romane polițiste ale unor autori precum Kurt Bartsch. Durata fiecărui episod este de circa 90 de minute.

## Distribuție
| Adrian Hoven (•) Adrian Topol (•) Adrienne Gessner (•) Aglaia Szyszkowitz (•) Agnes Fink (•) Aleksandar Jovanovic (•) Alexander Beyer (•) Alexander Duda (•) Alexander Hegarth (•) Alexander May (•) Alexander Scheer (•) Alexandra Maria Lara (•) Alf Marholm (•) Alfred Müller (•) Alfred Paul Schmidt (•) Alice Dwyer (•) Alice Hoffmann (•) Alissa Jung (•) Alma Leiberg (•) Amorn Surangkanjanajai (•) André Eisermann (•) André Hennicke (•) Andrea Händler (•) Andrea Rau (•) Andrea Sawatzki (•) Andreas Giebel (•) Andreas Hoppe (•) Andreas Schmidt-Schaller (•) Annika Murjahn (•) Anna Brüggemann (•) Anne Ratte-Polle (•) Annett Renneberg (•) Angèle Durand (•) Anita Kupsch (•) Anita Lochner (•) Anja Kling (•) Anke Engelke (•) Anna Loos (•) Anna Maria Mühe (•) Anna Schudt (•) Anna Thalbach (•) Annabelle Mandeng (•) Annekathrin Bürger (•) Anneke Kim Sarnau (•) Annemarie Düringer (•) Anouschka Renzi (•) Arianne Borbach (•) Armin Rohde (•) Arthur Brauss (•) Axel Corti (•) Axel Milberg (•) Axel Prahl (•) Axel von Ambesser (•) Barbara Rudnik (•) Barbara Schnitzler (•) Barbara Sukowa (•) Beate Finckh (•) Beatrice Manowski (•) Ben Becker (•) Ben Verbong (•) Benedict Freitag (•) Bernd Herzsprung (•) Bernd Michael Lade (•) Berti Vogts (•) Bettina Kupfer (•) Bettina Redlich (•) Biber Gullatz (•) Bibiana Beglau (•) Bibiana Zeller (•) Bill Ramsey (•) Birgit Minichmayr (•) Boris Aljinovic (•) Bum Krüger (•) Burkhard Driest (•) Camilla Renschke (•) Carin C. Tietze (•) Carlo Böhm (•) Carlo von Tiedemann (•) Carmen-Maja Antoni (•) Carolina Vera Squella (•) Carsten Spengemann (•) Catherine Flemming (•) Charles Brauer (•) Chi Coltrane (•) Chiara Schoras (•) Chiem van Houweninge (•) Chris Norman (•) Christel Peters (•) Christian Berkel (•) Christian Brückner (•) Christian Näthe (•) Christian Spatzek (•) Christian Springer (•) Christiane Blumhoff (•) Christiane Krüger (•) Christin Marquitan (•) Christina Große (•) Christina Plate (•) Christine Lehmann (•) ChrisTine Urspruch (•) Christine Zierl (•) Christoph Lindert (•) Christoph Luser (•) Christoph M. Ohrt (•) Christoph Waltz (•) Christopher Franke (•) Claude-Oliver Rudolph (•) Claudia Demarmels (•) Claudia Michelsen (•) Claus Jurichs (•) Claus Theo Gärtner (•) Claus Vinçon (•) Constantin von Jascheroff (•) Constanze Engelbrecht (•) Cornelius Obonya (•) Corny Collins (•) Crossover (Medien) (•) Curd Jürgens (•) Curt Cress (•) Curt Timm (•) Damien Rice (•) Daniela Holtz (•) Daniela Ziegler (•) Dénes Törzs (•) Denise Zich (•) Der Alte (•) Désirée Nosbusch (•) Despina Pajanou (•) Dieter Bohlen (•) Dieter de Lazzer (•) Dieter Hallervorden (•) Dieter Landuris (•) Dieter Laser (•) Dieter Mann (•) Dieter Pfaff (•) Dieter Prochnow (•) Dieter Thomas Heck (•) Dieter Wedel (•) Diether Krebs (•) Dietmar Bär (•) Dietmar Schönherr (•) Dietrich Haugk (•) Dietrich Siegl (•) Dietz-Werner Steck (•) Dominic Raacke (•) Dominik Graf (•) Dominique Horwitz (•) Doris Kunstmann (•) Dorothea Parton (•) Eberhard Fechner (•) Eberhard Feik (•) Eberhard Itzenplitz (•) Edgar Selge (•) Edith Hancke (•) Eduard Mörike (•) Eisi Gulp (•) Elena Uhlig (•) Eleonore Weisgerber (•) Elisabeth Degen (•) Elisabeth Wiedemann (•) Ellen Umlauf (•) Else Quecke (•) Erhard Riedlsperger (•) Erich Engel (•) Erik Schumann (•) Erika Deutinger (•) Erika Pluhar (•) Erni Mangold (•) Ernst Cohen (•) Ernst Hannawald (•) Ernst Hinterberger (•) Ernst Stankovski (•) Erol Sander (•) Esther Schweins (•) Eva Habermann (•) Eva Hassmann (•) Eva Mattes (•) Eva Pflug (•) Evelyn Hamann (•) Fabian Harloff (•) Felicitas Woll (•) Felix Huby (•) Felix Mitterer (•) Ferdy Mayne (•) Florian Lukas (•) Florian Martens (•) Francis Fulton-Smith (•) Frank Luchs (•) Franz Peter Wirth (•) Franz Rudnick (•) Franziska Petri (•) Fred Breinersdorfer (•) Fred Stillkrauth (•) Frederike Frei (•) Friedrich Ani (•) Friedrich Joloff (•) Friedrich Schoenfelder (•) Friedrich von Thun (•) Frithjof Vierock (•) Fritz Eckhardt (•) Fritz Muliar (•) Fritz Rasp (•) Fritzi Haberlandt (•) Gabriella Wollenhaupt (•) Georg Blädel (•) Gerd Anthoff (•) Gerd Baltus (•) Gerd Udo Feller (•) Gerda Gmelin (•) Gerhard Acktun (•) Gerhart Lippert (•) Gernot Duda (•) Gerry Wolff (•) Gert Burkard (•) Gert Günther Hoffmann (•) Gert Haucke (•) Gertrud Kückelmann (•) Gesine Cukrowski (•) Gideon Singer (•) Gila von Weitershausen (•) Gisela Uhlen (•) Gitte Hænning (•) Glockenbachviertel (•) Göttelborn (•) Gottfried Böttger (•) Gottfried John (•) Gottfried Kramer (•) Götz George (•) Götz Kauffmann (•) Grete Wurm (•) Grit Boettcher (•) Gudrun Landgrebe (•) Gundi Ellert (•) Günter Hopfinger (•) Günter König (•) Günter Lamprecht (•) Günter Mack (•) Günter Pfitzmann (•) Günther Jerschke (•) Günther Maria Halmer (•) Gustav Burmester (•) Gustav Peter Wöhler (•) Gustl Bayrhammer (•) Hannelore Elsner (•) Hannes Jaenicke (•) Hannes Stöhr (•) Hanno Koffler (•) Hanno Pöschl (•) Hans Baur (•) Hans Brenner (•) Hans Clarin (•) Hans Helmut Dickow (•) Hans Reiser (•) Hans Schuler (•) Hans Stadtmüller (•) Hans von Borsody (•) Hans-Georg Panczak (•) Hans-Joachim Grubel (•) Hansjörg Felmy (•) Hansjörg Martin (•) Hans-Michael Rehberg (•) Hans-Reinhard Müller (•) Hans-Werner Bussinger (•) Harald Krassnitzer (•) Harry Baer (•) Harry Kalenberg (•) Hartmut Reck (•) Heide Ackermann (•) Heide Keller (•) Heidemarie Hatheyer (•) Heidi Brühl (•) Heidi Kabel (•) Heike Grabow (•) Heike Koslowski (•) Heike Ulrich (•) Heiner Lauterbach (•) Heinrich Kunst (•) Heinz Baumann (•) Heinz Bennent (•) Heinz Frölich (•) Heinz Hoenig (•) Heinz Reincke (•) Heinz Trixner (•) Heinz Werner Kraehkamp (•) Helen Schneider (•) Helen Vita (•) Helga Anders (•) Helga Göring (•) Helge Schneider (•) Hellmut Lange (•) Helmut Fischer (•) Helmut Käutner (•) Helmut Krauss (•) Helmut Zierl (•) Henning Schlüter (•) Henning Venske (•) Henriette Confurius (•) Henrike Richters (•) Henry Hübchen (•) Henry van Lyck (•) Herb Andress (•) Herbert Bötticher (•) Herbert Herrmann (•) Herbert Knaup (•) Herbert Lichtenfeld (•) Herbert Stass (•) Heribert Sasse (•) Hermann Beyer (•) Hermann Lause (•) Herta Däubler-Gmelin (•) Herwig Mitteregger (•) Hilmar Thate (•) Hilmi Sözer (•) Hofsgrund (•) Hohe Munde (•) Holger Daemgen (•) Holger Hagen (•) Horst Bollmann (•) Horst Frank (•) Horst Kummeth (•) Horst Schimanski (•) Horst Schön (•) Horst Stark (•) Horst Szymaniak (•) Ida Krottendorf (•) İdil Üner (•) Ilja Richter (•) Ill-Young Kim (•) Ilse Neubauer (•) Inga Busch (•) Ingmar Zeisberg (•) Ingo Naujoks (•) Isabell Gerschke (•) Isabella Parkinson (•) Ivan Desny (•) Jacques Breuer (•) Jale Arıkan (•) Jan Fedder (•) Jan Henrik Stahlberg (•) Jan Josef Liefers (•) Jana Pallaske (•) Jana Voosen (•) Jane Tilden (•) Janina Hartwig (•) Jasmin Schwiers (•) Jean-Pierre Cassel (•) Jennifer Nitsch (•) Jenny Schily (•) Jerzy Lipman (•) Jessica Schwarz (•) Joachim Hermann Luger (•) Joachim Kemmer (•) Joachim Król (•) Joachim Nottke (•) Jochen Senf (•) Johanna Schall (•) Johanna Wokalek (•) Joost Siedhoff (•) Jörg Hube (•) Jörg Pilawa (•) Jörg Schüttauf (•) Jörg Thadeusz (•) Josef Heynert (•) Josefine Preuß (•) Joseph Vilsmaier (•) Jost Vacano (•) Julia Hummer (•) Julia Jentsch (•) Julia Koschitz (•) Julia Palmer-Stoll (•) Jürgen Flimm (•) Jürgen Heinrich (•) Jürgen Prochnow (•) Jürgen Roland (•) Jürgen Schornagel (•) Jürgen Tarrach (•) Jürgen Thormann (•) Jürgen Vogel (•) Justus von Dohnányi (•) Jutta Wachowiak (•) Jytte-Merle Böhrnsen (•) Kai Taschner (•) Kai Wiesinger (•) Karin Anselm (•) Karin Baal (•) Karin Eickelbaum (•) Karl John (•) Karl Moik (•) Karl Obermayr (•) Karl Schönböck (•) Karl-Michael Vogler (•) Karl-Ulrich Meves (•) Karoline Eichhorn (•) Kaspar Eichel (•) Kaspar Heidelbach (•) Katharina Müller-Elmau (•) Katharina Schüttler (•) Katharina Stemberger (•) Katharina Thalbach (•) Katharina Wackernagel (•) Kathrin Ackermann (•) Katja Flint (•) Katja Giammona (•) Katja Riemann (•) Kathrin von Steinburg (•) Katja Studt (•) Katja Woywood (•) Katrin Ritt (•) Katrin Sass (•) Kerstin Gähte (•) Kim-Sarah Brandts (•) Klaus Badelt (•) Klaus Doldinger (•) Klaus Höhne (•) Klaus J. Behrendt (•) Klaus Löwitsch (•) Klaus Miedel (•) Klaus Schwarzkopf (•) Klaus Sonnenschein (•) Klaus Wennemann (•) Klaus Wildbolz (•) Klausjürgen Wussow (•) Klaus-Peter Sattler (•) Knut Hinz (•) Konstantin Wecker (•) Konstanze Breitebner (•) Kostja Ullmann (•) Kurt Bartsch (•) Lara Joy Körner (•) Lars Jessen (•) Laura-Charlotte Syniawa (•) Laura Tonke (•) Lavinia Wilson (•) Léa Linster (•) Leo Bardischewski (•) Leonard Lansink (•) Leonore Capell (•) Leslie Malton (•) Lia Wöhr (•) Liesel Christ (•) Lil Dagover (•) Lilia Lehner (•) Lisa Fitz (•) Lisa Kreuzer (•) Lisa Maria Potthoff (•) Lisa Martinek (•) Lisa Riecken (•) Liz Baffoe (•) Lola Müthel (•) Loni von Friedl (•) Lotti Krekel (•) Louise Martini (•) Ludger Pistor (•) Ludwig Hirsch (•) Ludwig Schmid-Wildy (•) Luise Kinseher (•) Lutz Mackensy (•) Mady Rahl (•) Magdalena Boczarska (•) Maja Maranow (•) Mandala Tayde (•) Manfred Krug (•) Manfred Lehmann (•) Manfred Seipold (•) Manfred Steffen (•) Manfred Zapatka (•) Manou Lubowski (•) Manuel Andrack (•) Mareike Carrière (•) Mareike Fell (•) Marek Harloff (•) Maren Gilzer (•) Maren Kroymann (•) Margarita Breitkreiz (•) Margot Leonard (•) Margot Trooger (•) Margrit Sartorius (•) Maria Furtwängler (•) Marie Gruber (•) Maria Kwiatkowsky (•) Maria Schell (•) Maria Schell (•) Maria Sebaldt (•) Maria Simon (•) Maria Singer (•) Mariele Millowitsch (•) Marie-Luise Marjan (•) Marie-Luise Schramm (•) Marijam Agischewa (•) Marita Breuer (•) Mark Keller (•) Markus Boysen (•) Markus Majowski (•) Marlon Kittel (•) Marta Eggerth (•) Marte Harell (•) Martin Armknecht (•) Martin Eckermann (•) Martin Hirthe (•) Martin Lüttge (•) Martin Rickelt (•) Martin Suter (•) Martin Umbach (•) Martin Wuttke (•) Martina Gedeck (•) Mathias Gnädinger (•) Mathieu Carrière (•) Matthias Brandt (•) Matthias Habich (•) Matthias Koeberlin (•) Matthias Schweighöfer (•) Matti Geschonneck (•) Max Grießer (•) Max Strecker (•) Maximilian Brückner (•) Mehmet Kurtuluș (•) Michael Ballhaus (•) Michael Degen (•) Michael Fitz (•) Michael Ginsburg (•) Michael Gwisdek (•) Michael Habeck (•) Michael Haneke (•) Michael Jäger (•) Michael Janisch (•) Michael Kessler (•) Michael Lerchenberg (•) Michael Lesch (•) Michael Mendl (•) Michael Rast (•) Michael Roll (•) Michael Schottenberg (•) Michael Verhoeven (•) Michaela Schaffrath (•) Michel Subor (•) Milka Loff Fernandes (•) Mina Tander (•) Minh-Khai Phan-Thi (•) Miroslav Nemec (•) Mogens von Gadow (•) Monica Bleibtreu (•) Monica Weinzettl (•) Monika Baumgartner (•) Monika Gruber (•) Monika Woytowicz (•) Moritz A. Sachs (•) Moritz Freise (•) Muriel Baumeister (•) Muriel Roth (•) Nadeshda Brennicke (•) Nadja Tiller (•) Nastassja Kinski (•) Natalia Avelon (•) Natalia Wörner (•) Natalie Spinell (•) Nico Hofmann (•) Nicole Heesters (•) Nicolette Krebitz (•) Nicolin Kunz (•) Niels Clausnitzer (•) Nikolai Bury (•) Nikolai Kinski (•) Nina Gnädig (•) Nina Hagen (•) Nina Hoger (•) Nina Juraga (•) Nina Petri (•) Nina Proll (•) Norbert Feldhoff (•) Norbert Gastell (•) Oliver Bender (•) Oliver Bootz (•) Oliver Bröcker (•) Oliver Hasenfratz (•) Oliver Hirschbiegel (•) Oliver Mink (•) Oliver Nägele (•) Oliver Stokowski (•) Olivia Pascal (•) Oscar Heiler (•) Otto Bolesch (•) Otto Edelmann (•) Otto Mellies (•) Otto Stern (•) Ottokar Runze (•) Patrick Elias (•) Patrick Winczewski (•) Patrik Fichte (•) Paul Faßnacht (•) Paul Vincent (•) Pegah Ferydoni (•) Peter Beauvais (•) Peter Borgelt (•) Peter Haber (•) Peter Janisch (•) Peter Märthesheimer (•) Peter Matić (•) Peter Pasetti (•) Peter Schulze-Rohr (•) Peter Sodann (•) Peter Striebeck (•) Peter Weck (•) Petra Kleinert (•) Philipp Moog (•) Philipp Sonntag (•) Pit Krüger (•) Pola Kinski (•) Raimund Harmstorf (•) Ralf Bauer (•) Ralf Möller (•) Ralf Richter (•) Ralf Wolter (•) Ralph Schicha (•) Reinhard Kolldehoff (•) Reinhard Schwabenitzky (•) Renate Blume (•) Renate Krößner (•) René Magritte (•) Richard Hey (•) Richy Müller (•) Rio Reiser (•) Robert Atzorn (•) Robert Giggenbach (•) Robert Schwentke (•) Robert Stadlober (•) Robert Zimmerling (•) Roberto Cappelluti (•) Rolf Bossi (•) Rolf Brederlow (•) Rolf Castell (•) Rolf Hoppe (•) Rolf Illig (•) Rolf Jülich (•) Rolf Kanies (•) Rolf Schimpf (•) Rolf Zacher (•) Ronald Nitschke (•) Rosalie Thomass (•) Rosel Zech (•) Rüdiger Kirschstein (•) Rüdiger Klink (•) Rüdiger Vogler (•) Rudolf Schündler (•) Rudolf Wessely (•) Rudolph Moshammer (•) Rufus Beck (•) Ruth Drexel (•) Ruth Maria Kubitschek (•) Ruth Mönch (•) Sabine Postel (•) Sabine Sinjen (•) Sammy Drechsel (•) Samuel Fuller (•) Sandra Borgmann (•) Sandra S. Leonhard (•) Saskia Vester (•) Sebastian Koch (•) Sepp Schauer (•) Sibel Kekilli (•) Sibylle Canonica (•) Siegfried Wischnewski (•) Sieghardt Rupp (•) Sigi Schwab (•) Sigi Zimmerschied (•) Sigur Rós (•) Simone Thomalla (•) Soilent Grün (•) Sophie Dal (•) Sophie Rois (•) Sophie Schütt (•) Sophie von Kessel (•) Stefan Behrens (•) Stefan Gwildis (•) Stefan Hunstein (•) Stefan Jürgens (•) Stefanie Stappenbeck (•) Stefan Staudinger (•) Steve Barton (•) Sunnyi Melles (•) Susanne Bormann (•) Susanne Uhlen (•) Susanne Wolff (•) Suzanne von Borsody (•) Sven Thiemann (•) Sven-Eric Bechtolf (•) Svenja Pages (•) Tana Schanzara (•) Tanja Wedhorn (•) Tatjana Alexander (•) Tayfun Bademsoy (•) Teresa Weißbach (•) Thea Dorn (•) Theresa Hübchen (•) Thierry van Werveke (•) Till Demtrøder (•) Tilli Breidenbach (•) Tilo Prückner (•) Tim Fischer (•) Tina Ruland (•) Tobias Nath (•) Tobias Schenke (•) Tom Pauls (•) Tom Schilling (•) Tom Toelle (•) Toni Berger (•) Tony Carey (•) Torsten Michaelis (•) Towje Kleiner (•) Traugott Buhre (•) Tschulpan Nailjewna Chamatowa (•) Udo Kier (•) Udo Lindenberg (•) Udo Samel (•) Udo Thomer (•) Udo Wachtveitl (•) Ulla Jacobsson (•) Ulrich Noethen (•) Ulrich Pleitgen (•) Ulrich Tukur (•) Ulrike C. Tscharre (•) Ulrike Folkerts (•) Ulrike Mai (•) Ursula Karven (•) Ute Christensen (•) Ute Freudenberg (•) Ute Mora (•) Ute Willing (•) Uwe Dallmeier (•) Uwe Friedrichsen (•) Uwe Kockisch (•) Uwe Ochsenknecht (•) Vadim Glowna (•) Valentin Plătăreanu (•) Veronica Ferres (•) Veronika Neugebauer (•) Vico Torriani (•) Volker Brandt (•) Volker Lechtenbrink (•) Volker Prechtel (•) Walo Lüönd (•) Walter Berry (•) Walter Fitz (•) Walter Richter (•) Werner Abrolat (•) Werner Kreindl (•) Werner Rom (•) Werner Zeussel (•) Wilfried Klaus (•) Willi Rose (•) Willy Harlander (•) Willy Purucker (•) Willy Reichert (•) Willy Schultes (•) Willy Semmelrogge (•) Winfried Frey (•) Winfried Glatzeder (•) Witta Pohl (•) Wolf Maahn (•) Wolfgang Böck (•) Wolfgang Grönebaum (•) Wolfgang Kieling (•) Wolfgang Menge (•) Wolfgang Murnberger (•) Wolfgang Panzer (•) Wolfgang Petersen (•) Wolfgang Staudte (•) Wolfgang Völz (•) Xaver Schwarzenberger (•) Yvonne Catterfeld (•) Züli Aladağ (•) |

## Episoade
- Tatort: Todesstrafe
- Tod einer Heuschrecke
- Tatort: Rechnung mit einer Unbekannten